# Argyll a Bute
Argyll a Bute (Earra-Ghaidheal agus Bòd ve Skotské gaelštině) je správní oblast na západě Skotska, jedna z 32 a druhá největší, co se týče rozlohy.

## Města a vesnice v oblasti
- Achahoish Airdeny Appin Ardbeg, Ardbeg Arden Ardfern Aldochlay Ardlui Ardmay Ardpeaton Ardrishaig Arduaine Arrochar
- Barcaldine Bellochantuy Benderloch Blairglas Bonawe Bowmore
- Cairndow Cardross Carradale Clachan Cairnbaan Campbeltown Cladich Clynder Colgrain Colintraive Connel Coulport Cove Craigendoran Craighouse Craignure Craobh Haven Crarae Crinan
- Dalavich Dalmally Druimdrishaig Drumlemble Duchlage Dunbeg Dunoon
- Edentaggart
- Faslane Port Ford Furnace
- Garelochhead Geilston Glenbarr Glenmallan Grogport
- Helensburgh
- Innellan Inveraray Inverbeg Inveruglas
- Kames Keillmore Kilberry Kilchenzie Kilcreggan Kilmartin Kilmore Kilmun Kilninver Kilmelford
- Lochawe Lochgair Lochgilphead Lochgoilhead Luss
- Machrihanish Millhouse Minard Muasdale
- Oban Ormsary Otter Ferry
- Peninver Portavadie Port Askaig Port Bannatyne Port Charlotte Port Ellen Portincaple Portnahaven Portkil
- Rahane Rhu Rosneath Rothesay
- Saddell Salen Sandbank Shandon Skipness Southend Stewarton Strachur Succoth
- Tarbert Tarbet Tayinloan Taynuilt Tayvallich Tighnabruaich Tobermory Torinturk Toward
- Whistlefield Whitehouse.

## Ostrovy v oblasti
- Bute
- Cara
- Coll
- Colonsay
- Davaar
- Fladda
- Gigha
- Glunimore Island
- Gometra
- Gunna
- Inchmarnock
- Iona
- Islay
- Jura
- Kerrera
- Lismore
- Luing
- Lunga
- Mull
- Sanda
- Scarba
- Seil
- Sheep Island
- Shuna
- Soa
- Staffa
- Texa
- Tiree
- Ulva